# 街宣車

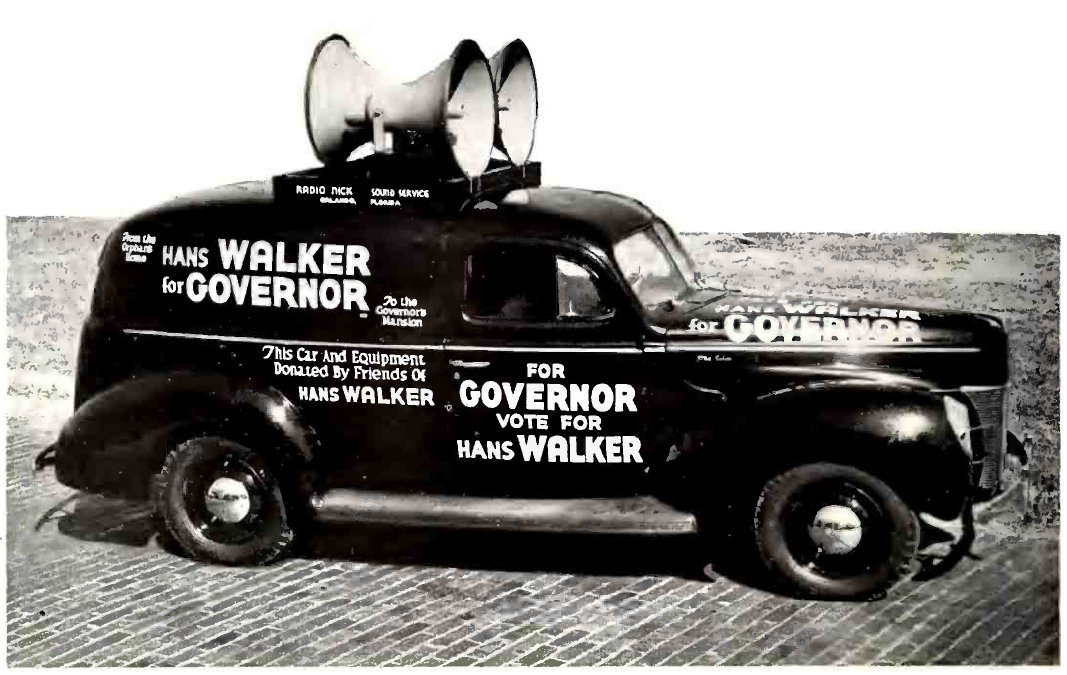
アメリカ合衆国で用いられた選挙カー（1940年頃）

街宣車（がいせんしゃ）とは、「街頭宣伝車」の略で、宣伝のために用いる自動車（広告宣伝車、アドトラック）のうち、特に拡声器およびスピーカーを搭載したものの名称。街宣カーとも。
大音量で人の声（告知・演説・キャッチフレーズ等）や音楽を流すために利用される。貨物自動車（トラック）、ワンボックスカー、バスなどの改造車が用いられる。
なお、石焼き芋販売、ちり紙交換等、売り声を拡声器で伝えながら移動し、直接的な営業活動を行うトラック等（移動販売車）は、（改造してある場合も含め）街宣車とは呼ばれない。また、自治体、警察、インフラ事業者などが公衆への通知を行うために使用する拡声器付き車両（広報車）ともおおむね区別される。

## 概要
日本の街宣車は道路運送車両法上の特種用途自動車（いわゆる8ナンバー）のうち「放送宣伝車」として登録を受けていることが多い。この登録を受ける場合、税制上の優遇を受ける反面、宣伝以外の目的に使用することは困難となる。

### 構造要件
1990年代から保険料や自動車重量税を少しでも免れる手段として、特種用途自動車として登録した後、日常の使用では必要な機材や設備を取り外す、いわゆる「違法8ナンバー車（不正8ナンバー車）」が横行した。
中でも、通常は乗用車として登録されるべきスポーツカーでさえ、放送宣伝車や事務室といった8ナンバーを取得するための手口として悪用され、国土交通省が公表した登録台数を見ても
- 放送宣伝車：1991年（平成3年）は約4600台→2000年（平成12年）には約6万5500台（約14倍）
- 事務室車：1991年（平成3年）は200台弱→2000年（平成12年）には20000台超（約111倍）

に激増し、その多くが非課税を目的とした違法8ナンバーが目的と思われ、構造要件の厳格化や8ナンバー車自体の増税がない限り、このような違法改造車はなくならないと予想された。
そこで、2001年（平成13年）にキャンピングカー・放送宣伝車・事務室車の構造要件が強化され、街宣車に適用される放送宣伝車の要件は次のように規定された。
音声による放送・宣伝を行う自動車
- 音声・音量等調整装置（ミキサーやアンプなど）、マイクロホンを車室内に設置し、操作できるようにしてあること
- 放送する者のための座席を備え、その部分の床面からの高さは1.2 m以上を確保すること
- 車外に拡声器（スピーカー）を装着すること
- 演説用のステージ（舞台）、または放送宣伝活動に必要な資材、機材など（パンフレットや幟、横断幕など）を収容するスペースを確保すること

映像による放送・宣伝を行う自動車
- 運転席より後ろの側面または後方に映像表示設備（ディスプレイ・大型ビジョン）を設けるもの（映像表示装置の面積は2平方メートル以上。使用時に展開する構造も認められているが、走行時に展開・表示してはならない。）
- 車室内に再生装置（ビデオデッキやDVDプレーヤーなど）または外部からの映像信号を中継する装置や調整装置、これらを作動させるために必要な電源または給電設備を搭載していること

## 種類

### 広告宣伝車

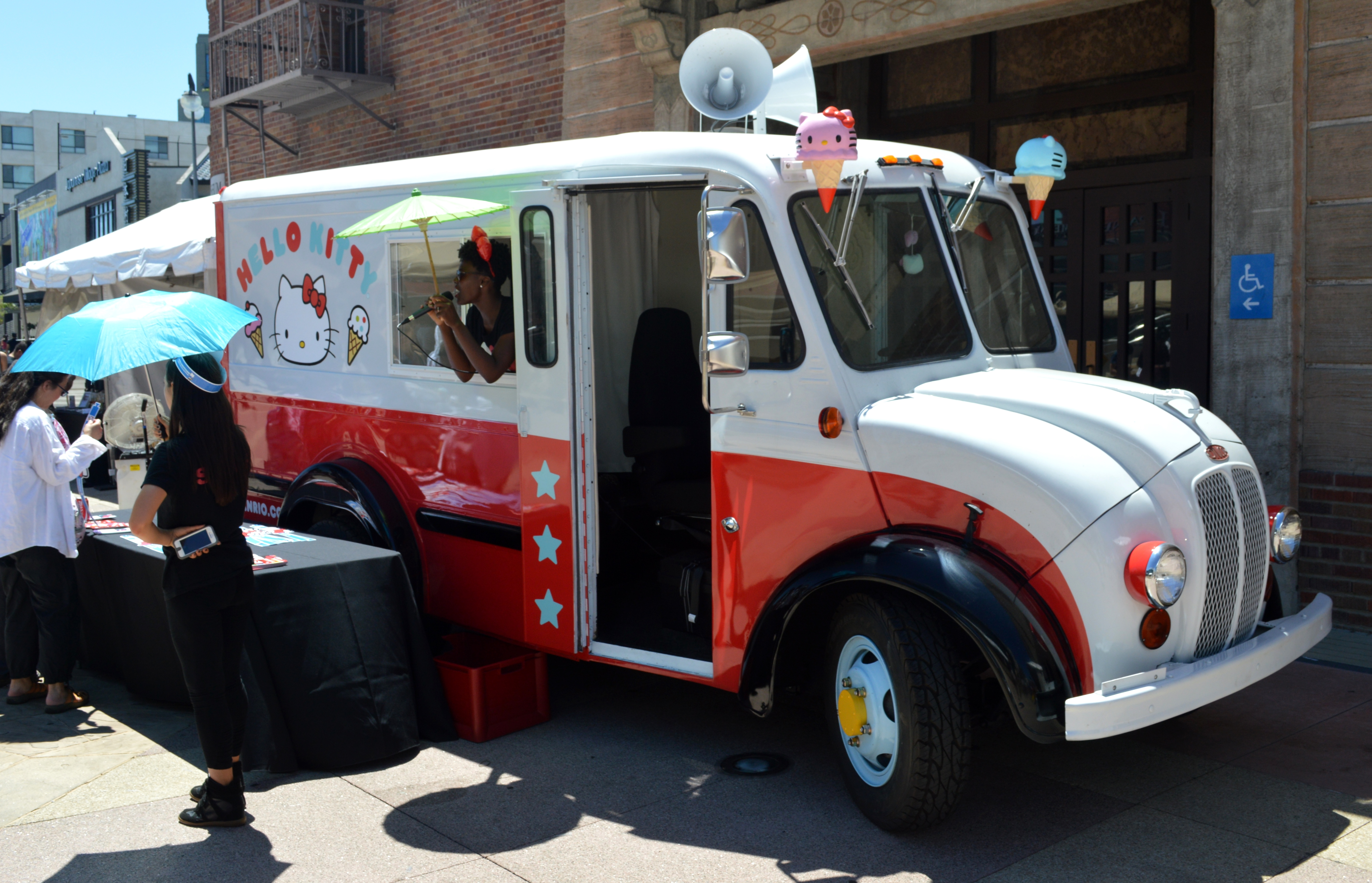
広告用街宣車の例（ロサンゼルス・リトルトーキョー、2014年）

商品のほか、店鋪、興行などの宣伝に使用される。アナウンスや音楽を流して繁華街などを走る。
街宣車をはじめとする「広告宣伝車」を用いて行なわれる広告活動を「トレーラー広告」と呼ぶ。広告宣伝車には、荷台に看板や商品の形状をした張り子などの模型を載せただけのものや、車両の側面や後部をラッピング広告で覆ったもの（アドトラック）も含まれる。なお、大都市の路線バスでラッピングバスが始まった当時、観光バスの稼働率を上げるべく車体いっぱいにラッピングフィルムを貼って空車のまま走らせたことがあり、賛否両論だったという。
2008年現在、宣伝車の市場も広がり、宣伝媒体として他社企業PRを請け負う業者も増えている。

### 政治宣伝車
多くの政党・政治団体や労働組合、市民団体などでは、後述の「選挙カー」のような活動時間・内容の規制を受けない政治宣伝車（遊説車）を保有していることが多い。流す内容も街頭演説の告知や機関紙の宣伝など多岐にわたる。

#### 選挙運動車

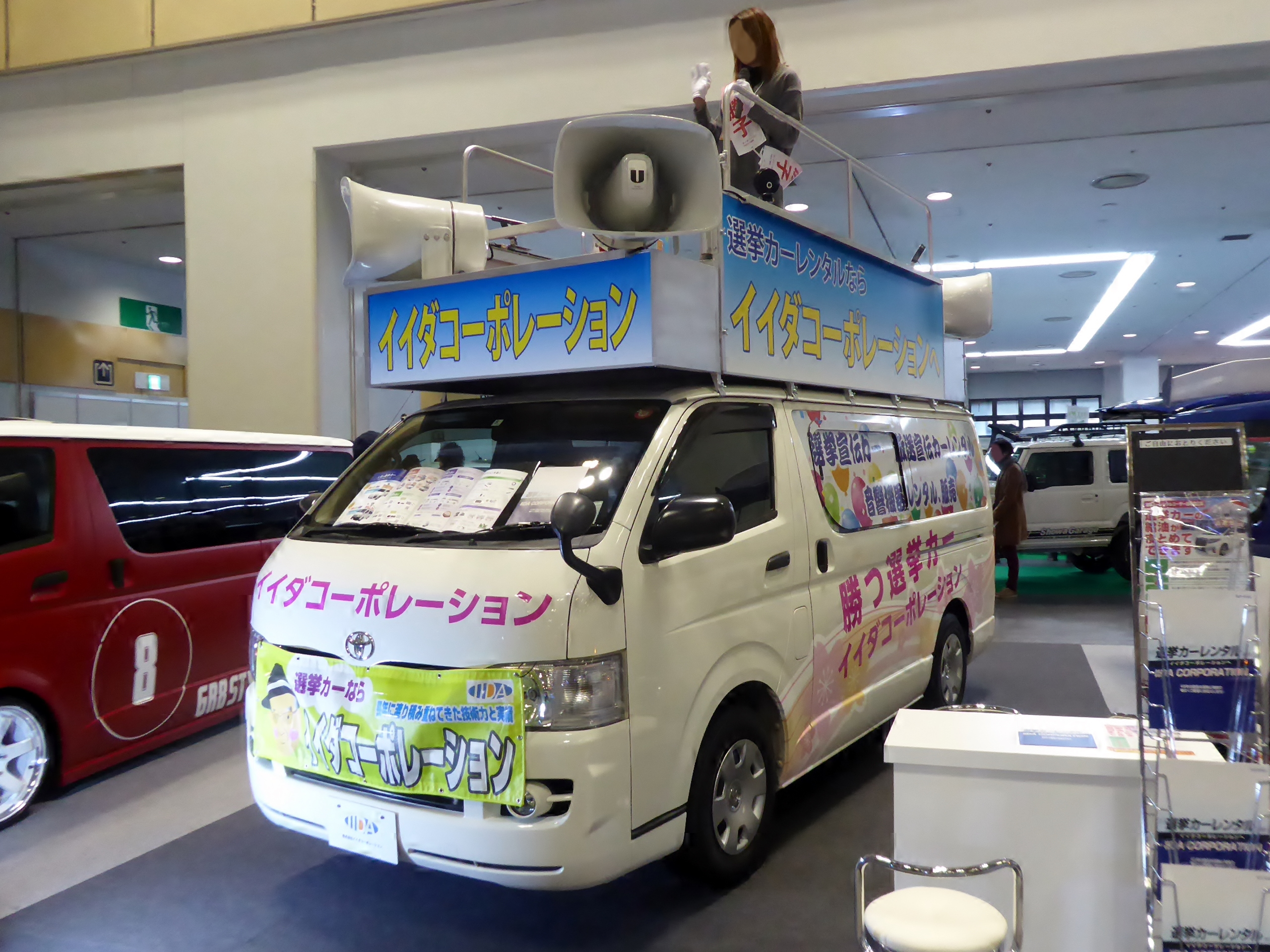
選挙運動車仕様の見本展示（大阪オートメッセ2019）

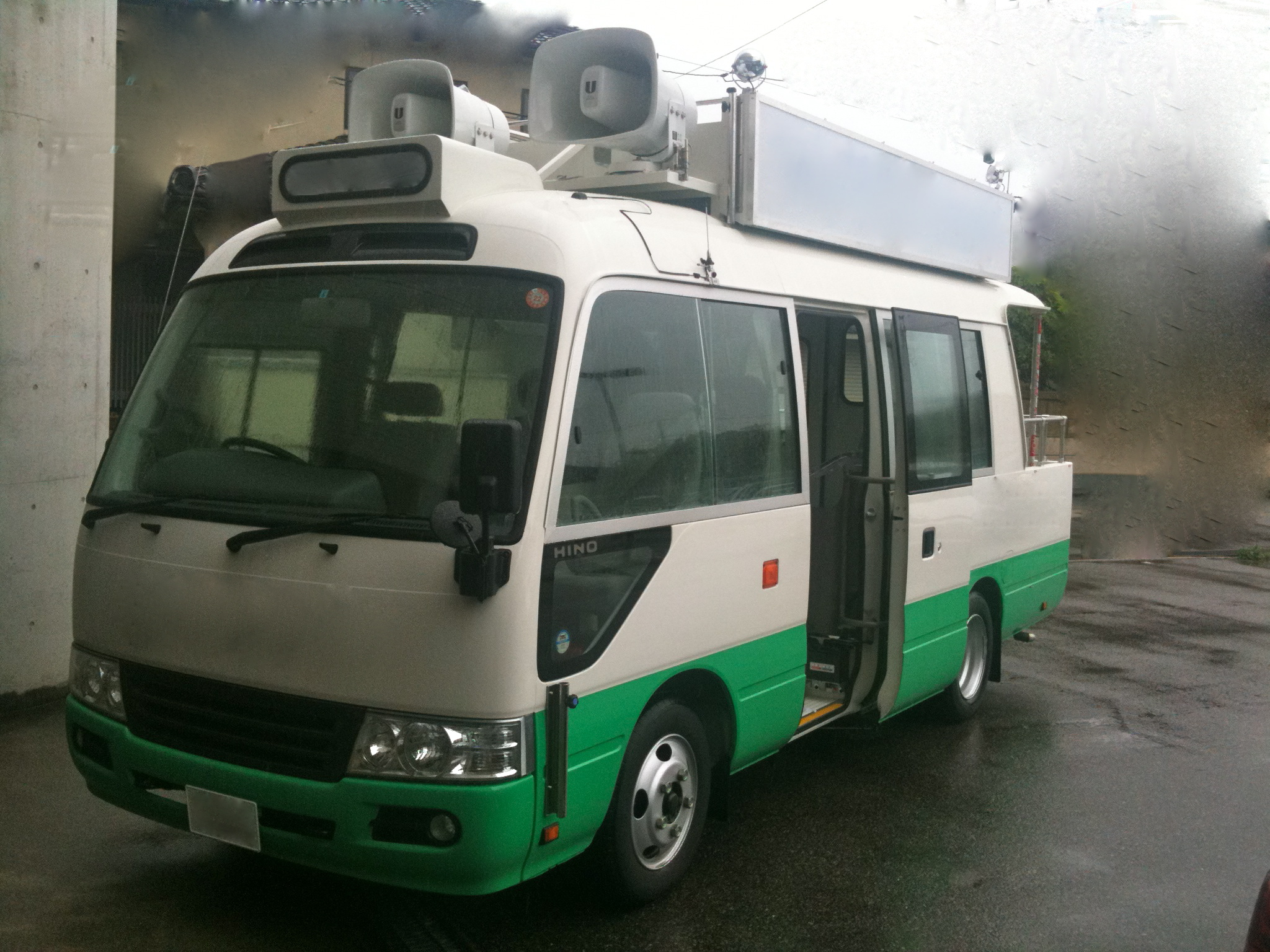
マイクロバスを用いた選挙運動車の例
トヨタ・コースター

公職選挙の期間に、選挙運動を行うために用いる自動車で、「選挙カー」とも呼ばれる。ワンボックスカーやマイクロバスを改造したものが多い。走行しながらアナウンスを流すほか、駅前や繁華街など、人の多く行き交う場所に駐車して、屋根の上や後部に設けられたデッキに候補者が立ち、演説を行う。
日本では公職選挙法の規制により、使用期間・1日あたりの使用時間に制限が設けられているほか、走行中に流せる内容は、政策のキャッチフレーズと候補者名・所属政党名の連呼に限られている。また、公職選挙法第141条及び公職選挙法施行令第109条の3によりオープンカーの選挙カー利用は禁止されている。
日本では道路交通法により、選挙運動車は運転者以外のシートベルト着用義務が免除されている。また、乗車定員10人以下の車に乗車人員6人以下と規制されている。

#### 右翼街宣車

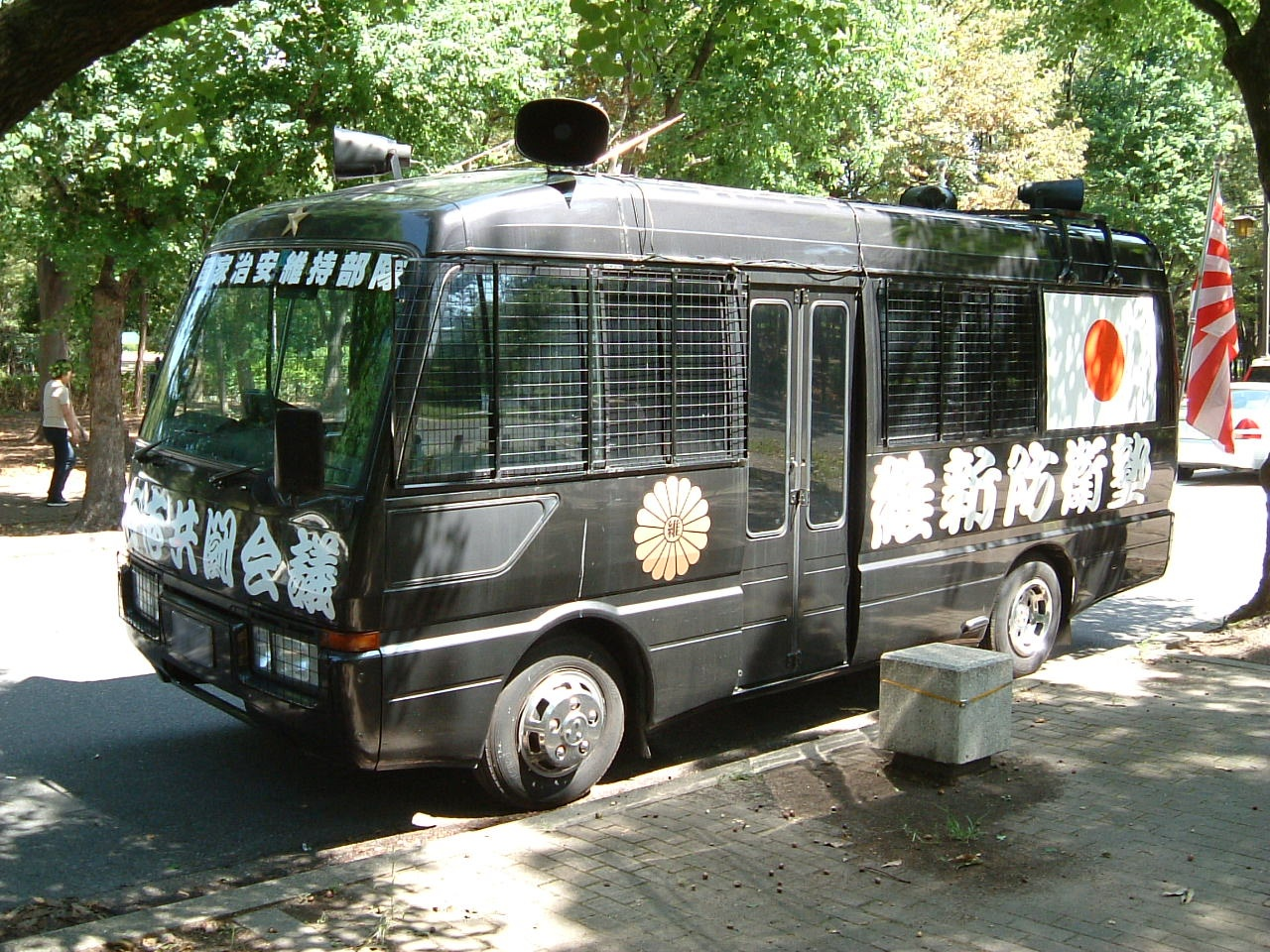
マイクロバスを用いた右翼街宣車の例
三菱ふそう・ローザ

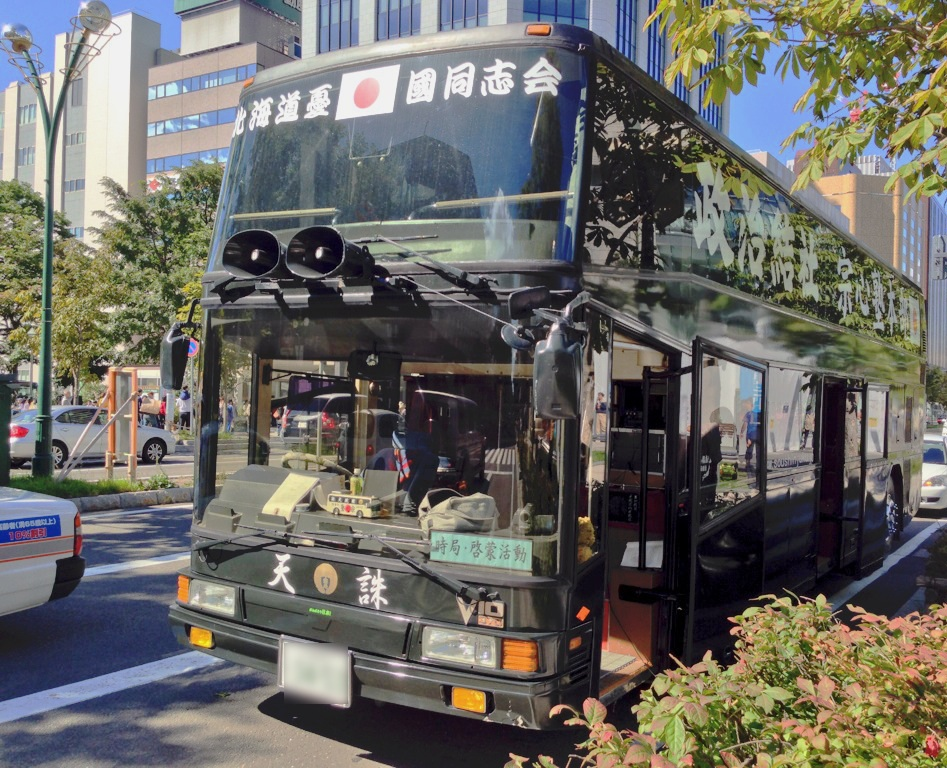
2階建バスを用いた右翼街宣車の例
日産ディーゼル・スペースドリーム

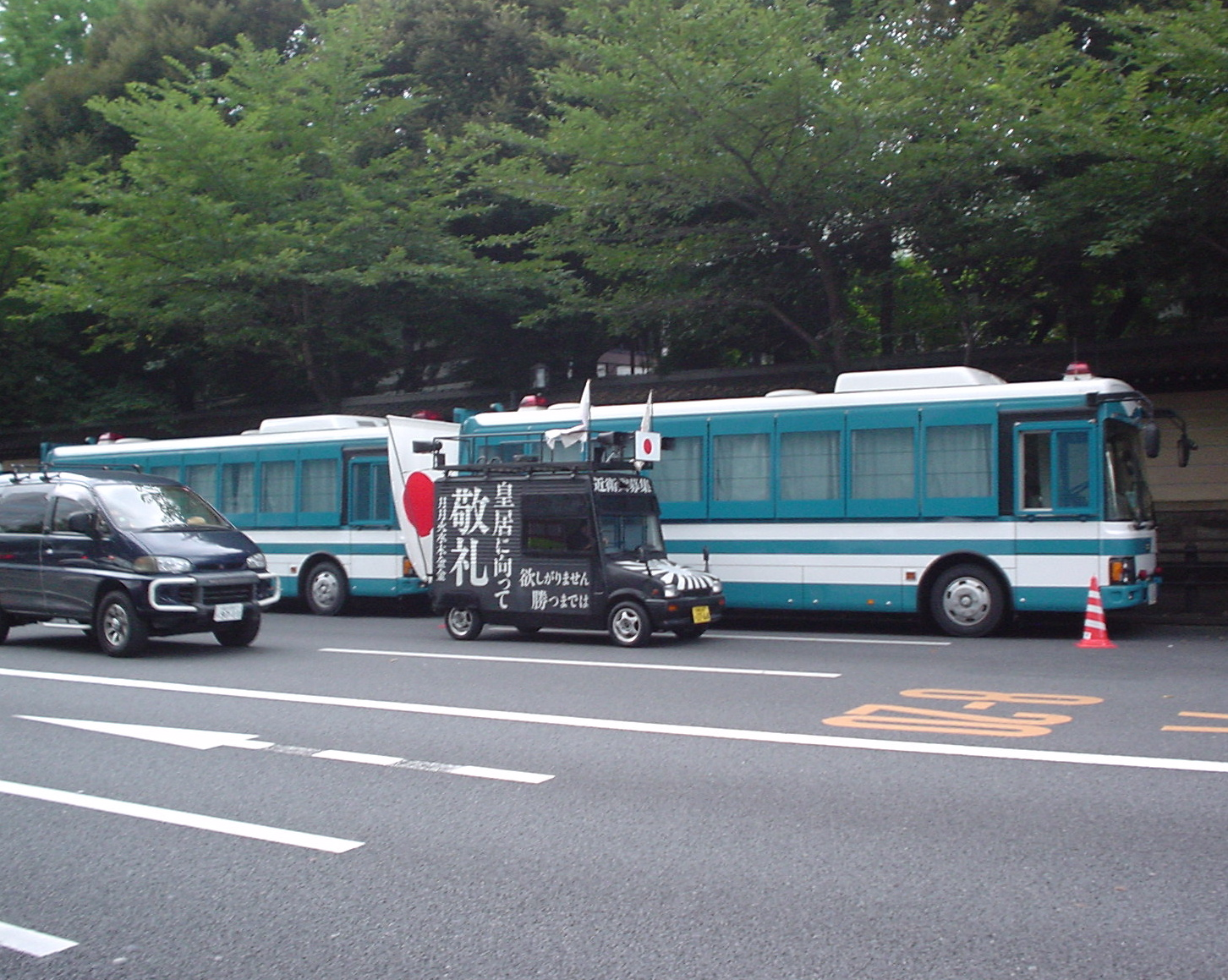
芸人・鳥肌実がパフォーマンスに用いる、軽自動車の「街宣車」。
ダイハツ・ミラ ウォークスルーバン

右翼団体（街宣右翼）が自己の主張を一般大衆に知らしめるために使用する。赤尾敏が大日本愛国党で使ったのが最初と言われているが、一方で防共挺身隊が自分達がそのはじまりであるとも主張している。
黒色や戦艦色（灰色）、艶消しオリーブドラブ（国防色、陸上自衛隊車両色）で塗装し、車体に団体名と「北方領土返還」「道徳教育確立」「日本民族精神」などのスローガンを書く。車体正面や側面に「日の丸」と「天皇陛下に拝し奉る敬意と崇拝」を表すために金色の菊紋を描く、「愛国心」の象徴として巨大な日章旗や旭日旗を掲げる、等の外観を積極的に採用する（車両の画像も参照）。
外観も、バリケードを突破したり対立組織からの襲撃に備えた装甲車のようなものから、選挙カーそのものまでと幅広い。中には赤色警光灯（パトライト）を装備する車両もあり、テールランプやフロントガラスが金網で覆われている場合もある。
スピーカーから大声で主張を訴えたり、大音量で軍歌などの音楽を流すことも特徴である。そのため騒音公害がしばしば問題となり、拡声機暴騒音規制条例を制定して規制する自治体もある。特に被爆地である広島県では「広島県不当な街宣行為等の規制に関する条例」を制定して、騒音以外の威嚇的な街宣行為も規制している。
街宣車で乗り付ける行為自体が脅迫となる可能性もある。2020年2月には「毎日来るぞ、この野郎」などと相手を脅した疑いで、静岡県の右翼関係者（暴力団幹部）が逮捕された事例もある。
かつては中古観光バス車両などを改造して使用することが多かったが、2002年（平成14年）に首都圏1都3県でディーゼル車規制条例に基づいて実施されたディーゼルエンジンの自動車排出ガス規制に適合できず、規制地域ではこれらの車両が減少した。こうした乗り入れ規制を回避するため、RV（主にトヨタ・ハイエースや日産・キャラバンなどのワンボックスカー、トヨタ・ランドクルーザーや三菱・パジェロなどのSUV）を改造する傾向も見られ、以前と比べて小型化が進んでいる。また比較的安価なマイクロバスを購入して街宣車に改造する例も見られる。

#### その他の政治宣伝車
右翼団体のみならず左翼団体も街宣車を用いることがあるが、「団結する市民」を標榜する傾向があるため、自動車による街宣より多人数で道路を占拠して徒歩するデモ活動をとることが多い。こちらの車種は威圧感は比較的少なく、概して団体名を大書しただけの白やアイボリーのワンボックス車で、スピーカーはルーフラックにボルト留めにした程度のものがほとんどである。
北朝鮮にも朝鮮労働党の政策の宣伝を行う「機動芸術宣伝隊」という選挙カーのような車を使った扇動隊がある。